# Francesco De Fabiani
Francesco De Fabiani, né le 21 avril 1993 à Aoste, est un fondeur italien. Il obtient ses meilleurs résultats en style classique et dans les épreuves de distance, gagnant une course de Coupe du monde à Lahti. En 2019, il gagne une médaille de bronze en sprint par équipes aux Championnats du monde à Seefeld.

## Carrière
Originaire de Gressoney-Saint-Jean et membre du club de l'armée C.S. Esercito, il a connu sa première sélection internationale en 2011 pour les Championnats du monde junior. Plus tard, il a démarré en Coupe du monde à l'occasion du Tour de ski 2013-2014 qu'il ne termine pas. Il a participé aux Jeux olympiques d'hiver à Sotchi en 2014, obtenant comme résultat une 21e place sur le skiathlon, 30e du 15 km classique et 25e du 50 km libre. Cet hiver, il est aussi deuxième de la Coupe OPA, gagnant une course à Valdidentro.
Lors de la saison 2014-2015, il parvient à plusieurs reprises à rentrer dans les points, se classant 13e au quinze kilomètres classique de Ruka et 18e du Nordic Opening. Au Tour de ski 2014-2015, il réalise le meilleur temps sur la poursuite 15 km en style classique et occupe la 25e place finale. Il remporte en fin de saison le quinze kilomètres classique de Lahti et confirme qu'il est l'une des révélations de la saison. En 2015-2016, il continue sa progression (12e du classement général), prenant la quatrième place au Nordic Opening, le mini-Tour d'ouverture de la saison, puis la neuvième au Tour de ski et la deuxième au quinze kilomètres libre de Falun.
Aux Jeux olympiques d'hiver de 2018, à Pyeongchang, il est 20e du skiathlon, 22e du cinquante kilomètres classique et septième du relais.
Lors de la saison 2018-2019, il cumule un total de trois podiums, dont deux au Tour de ski (15 kilomètres classique) et au sprint libre de Cogne (son premier dans cette discipline), battu seulement par son compatriote Federico Pellegrino. Avec ce même Pellegrino, il est médaillé de bronze du sprint par équipes aux Championnats du monde à Seefeld, où il est aussi huitième du sprint individuel.
En 2020-2021, après une saison sans podium dans l'élite, il retrouve le top trois avec deux podiums en sprint par équipes avec une victoire à Ulricehamn avec Pellegrino et un podium individuel sur le Tour de ski sur le quinze kilomètres classique avec départ en masse à Val di Fiemme, où seul le vainqueur final Alexander Bolshunov le devance.

## Palmarès

### Jeux olympiques d'hiver
| Épreuve / Édition   | Sprint                           | Sprint                           | 15 km                            | 15 km                            | Skiathlon 2 × 15 km | 50 km | Relais | Relais    |
| Épreuve / Édition   | libre                            | classique                        | libre                            | classique                        | Skiathlon 2 × 15 km | 50 km | Sprint | 4 × 10 km |
| JO 2014 Sotchi      | —                                | Épreuve inexistante à cette date | Épreuve inexistante à cette date | 30e                              | 21e                 | 25e   | —      | —         |
| JO 2018 Pyeongchang | Épreuve inexistante à cette date | —                                | —                                | Épreuve inexistante à cette date | 20e                 | 22e   | —      | 7e        |

Légende :
- : pas d'épreuve
- — : Non disputée par Francesco De Fabiani

### Championnats du monde
| Épreuve / Édition        | Sprint                           | Sprint                           | 15 km                            | 15 km                            | Skiathlon 2 × 15 km | 50 km | Relais                    | Relais    |
| Épreuve / Édition        | libre                            | classique                        | libre                            | classique                        | Skiathlon 2 × 15 km | 50 km | Sprint                    | 4 × 10 km |
| Mondiaux 2015 Falun      | Épreuve inexistante à cette date | —                                | —                                | Épreuve inexistante à cette date | 40e                 | 32e   | —                         | 6e        |
| Mondiaux 2017 Lahti      | —                                | Épreuve inexistante à cette date | Épreuve inexistante à cette date | 40e                              | —                   | —     | —                         | 8e        |
| Mondiaux 2019 Seefeld    | 8e                               | Épreuve inexistante à cette date | Épreuve inexistante à cette date | 20e                              | —                   | —     | Médaille de bronze, monde | 10e       |
| Mondiaux 2021 Oberstdorf | Épreuve inexistante à cette date | 30e                              | -                                | Épreuve inexistante à cette date | —                   | —     | 5e                        | -         |
| Mondiaux 2023 Planica    | Épreuve inexistante à cette date |                                  |                                  |                                  | —                   | —     | Médaille d'argent, monde  |           |

Légende :
- : médaille de bronze, troisième place
- : pas d'épreuve
- — : Non disputée par Francesco De Fabiani

### Coupe du monde
- Meilleur classement général : 12e en 2016.
- 6 podiums :
  - 3 podiums en épreuve individuelle : 1 victoire et 2 deuxièmes places.
  - 6 podiums en épreuve par équipes : 2 victoires, 2 deuxièmes places et 2 troisièmes places.
  - 1 podium d'étapes : 1 troisième place.

#### Détail de la victoire
| Épreuve / Édition | Sprint | Sprint    | 15 km | 15 km     | 30 km | 30 km     | 50 km | Tour de ski ou Finales ou Nordic Opening |
| Épreuve / Édition | libre  | classique | libre | classique | libre | classique | 50 km | Tour de ski ou Finales ou Nordic Opening |
| 2014-2015         |        |           |       | Lahti     |       |           |       |                                          |

#### Courses par étapes
- Tour de ski : 5 podiums d'étapes.
- Finales : 1 podium d'étape.

Palmarès après la saison 2020-2021

#### Classements en Coupe du monde
| Saison / Épreuve | Général | Général | Distance | Distance | Sprint | Sprint | Tour de ski depuis 2007 | Finales depuis 2008              | Nordic Opening depuis 2011 |
| ---------------- | ------- | ------- | -------- | -------- | ------ | ------ | ----------------------- | -------------------------------- | -------------------------- |
| Saison / Épreuve | Place   | Points  | Place    | Points   | Place  | Points | Tour de ski depuis 2007 | Finales depuis 2008              | Nordic Opening depuis 2011 |
| 2015             | 21e     | 309     | 13e      | 259      | -      | -      | 25e                     | Épreuve inexistante à cette date | 18e                        |
| 2016             | 12e     | 717     | 11e      | 445      | 87e    | 8      | 9e                      | 19e                              | 4e                         |
| 2017             | 25e     | 365     | 25e      | 160      | 87e    | 5      | 14e                     |                                  | 17e                        |
| 2018             | 23e     | 331     | 17e      | 233      | 35e    | 54     | Abandon                 | 12e                              | 43e                        |
| 2019             | 7e      | 815     | 6e       | 369      | 11e    | 186    | 9e                      | 4e                               | 12e                        |
| 2020             | 30e     | 251     | 28e      | 137      | 36e    |        |                         |                                  | 32e                        |
| 2021             | 15e     | 387     | 17e      | 216      | 20e    | 85     |                         |                                  | 32e                        |

### Coupe OPA
- 2e du classement général en 2014.
- 4 podiums, dont 1 victoire.